# Fernando Caldeiro
Fernando Caldeiro, född 12 juni 1958 i Buenos Aires i Argentina, död 3 oktober 2009 i League City i Texas, var en amerikansk astronaut, uttagen i astronautgrupp 16 den 5 december 1996.